# 約瑟夫·A·伯恩斯
約瑟夫·A·伯恩斯（英語：Joseph A. Burns，1941年3月22日—2025年2月26日）是康乃爾大學的教授，同時兼任西伯利機械與航太工程學院（MAE）和天文系的教授。他的主要研究領域是行星科學的動力學。

## 職業生涯
伯恩斯於1966年獲得康乃爾大學博士學位。他在2003年至2008年間擔任研究與工程副教務長一職。1980年至1997年，伯恩斯是行星科學期刊《伊卡洛斯》的編輯。他曾編輯過兩本書：《行星衛星》（Planetary Satellites，1977年）和《衛星》（Satellites，1986年）。他曾擔任美國天文學會副會長，並擔任其行星科學分部和動態天文學分部的主席。他是國際天文學聯合會天體力學和動力天文學委員會的主席。伯恩斯是美國地球物理聯盟和美國科學促進會的會士、國際宇航科學院院士，以及俄羅斯科學院外籍院士。他因對行星科學的貢獻而於1994年獲得行星科學分部的馬瑟斯基獎，並於2013年獲得動態天文學分部的布勞威爾獎。
伯恩斯最為人所知的是他在太陽系動力天文學方面的理論研究。1979年，伯恩斯徹底解釋了輻射力對太陽系內小粒子的影響。1998年，伯恩斯、布雷特·J·格拉德曼、菲爾·尼科爾森和約翰·J·卡維拉爾斯共同發現了天王星的兩顆衛星天衛十六和天衛十七。他是伽利略號成像小組和卡西尼號成像小組的成員。

## 榮譽
由愛德華·鮑威爾於1981年發現的小行星2708以他的名字命名。官方命名引文由小行星中心於1982年8月4日公布（M.P.C. 7158）。

## 外部連結
- Joe Burns's homepage